# Zachte duizendknoop
Zachte duizendknoop (Persicaria mitis), synoniem: Persicaria dubia, Polygonum mite) is een plantensoort uit de duizendknoopfamilie (Polygonaceae).

## Determinatie
Zachte duizendknoop is een eenjarige, kruidachtige plant. Ze bereikt een hoogte van 10–50 cm en heeft meestal een opgerichte, vrij stevige, vertakte, kale stengel. De dof donkergroene, nauwelijks gesteelde, lancetvormige, 0,5–2 cm brede, 3–6 maal zo lange als brede bladeren versmallen geleidelijk naar zowel de bladvoet als de top. De middennerf van het blad is behaard. Aan de voet van het blad zit een roodpaars, 1,0–1,5 cm lang, buisvormig, aangedrukt behaard tuitje met tamelijk lange (1–2 mm) haarachtige uitsteeksels, waarvan in de meeste een voortzetting van de nerf zit.
Zachte duizendknoop bloeit van juli tot in oktober met witte of donkerroze, 4- of 5-tallige bloemen die in een meestal rechtopstaande, losbloemige en slanke aar zitten. De bloemdekbladen zijn 1,25–2,5 mm lang en 0,5–1,5 mm breed en zijn aan de voet vergroeid. Op de bloemdekbladen (inclusief het vergroeide deel) zitten 0–15 klierpuntjes. De bloem heeft acht meeldraden en drie, grijze stijlen.
De vrucht is een glanzend donkerbruine tot bijna zwarte, eenzadige, driehoekige, 3–4 mm lange en 1–2 mm brede dopvrucht. Het aantal chromosomen is 2n = 40.

### Gelijkende taxa
Zachte duizendknoop lijkt veel op waterpeper maar mist de brandend scherpe smaak daarvan. Kleine duizendknoop lijkt er ook op maar de bladvorm van is verschillend. Bij zachte duizendknoop versmallen de bladeren geleidelijk naar zowel de voet als de top; bij kleine duizendknoop is het blad naar de voet plotseling versmald en afgerond. Kleine duizendknoop heeft vrij tere stengels, die aan de voet meestal liggen, terwijl zachte duizendknoop meestal opgerichte, vrij stevige stengels heeft.

## Ecologie
Zachte duizendknoop is een pioniersoort. Ze komt voor op open, eutrofe, zonnige tot beschaduwde, vochtige tot meestal natte, niet sterk zure, zand-, leem-, zavel- of lichte kleigrond. De soort groeit langs sloten, rivieren en rivierarmen, langs beken, vijvers en voedselrijker wordende vennen, in drooggevallen drinkputten en greppels, op vochtige, verlaten akkers, aan bosranden en op natte bospaden.

## Verspreiding
Het natuurlijke verspreidingsgebied van zachte duizendknoop strekt zich uit over de gematigde streken van Europa en Klein-Azië, maar komt ook verspreid voor in Centraal-Azië. In Nederland is het landelijk gezien een vrij algemene soort, maar zeldzamer in Zuid-Limburg, Zeeland, de Wadden, Flevoland en de noordelijke kleigebieden. Zachte duizendknoop  staat op de Nederlandse Rode Lijst als algemeen voorkomend en stabiel of toegenomen.

## Fotogalerij

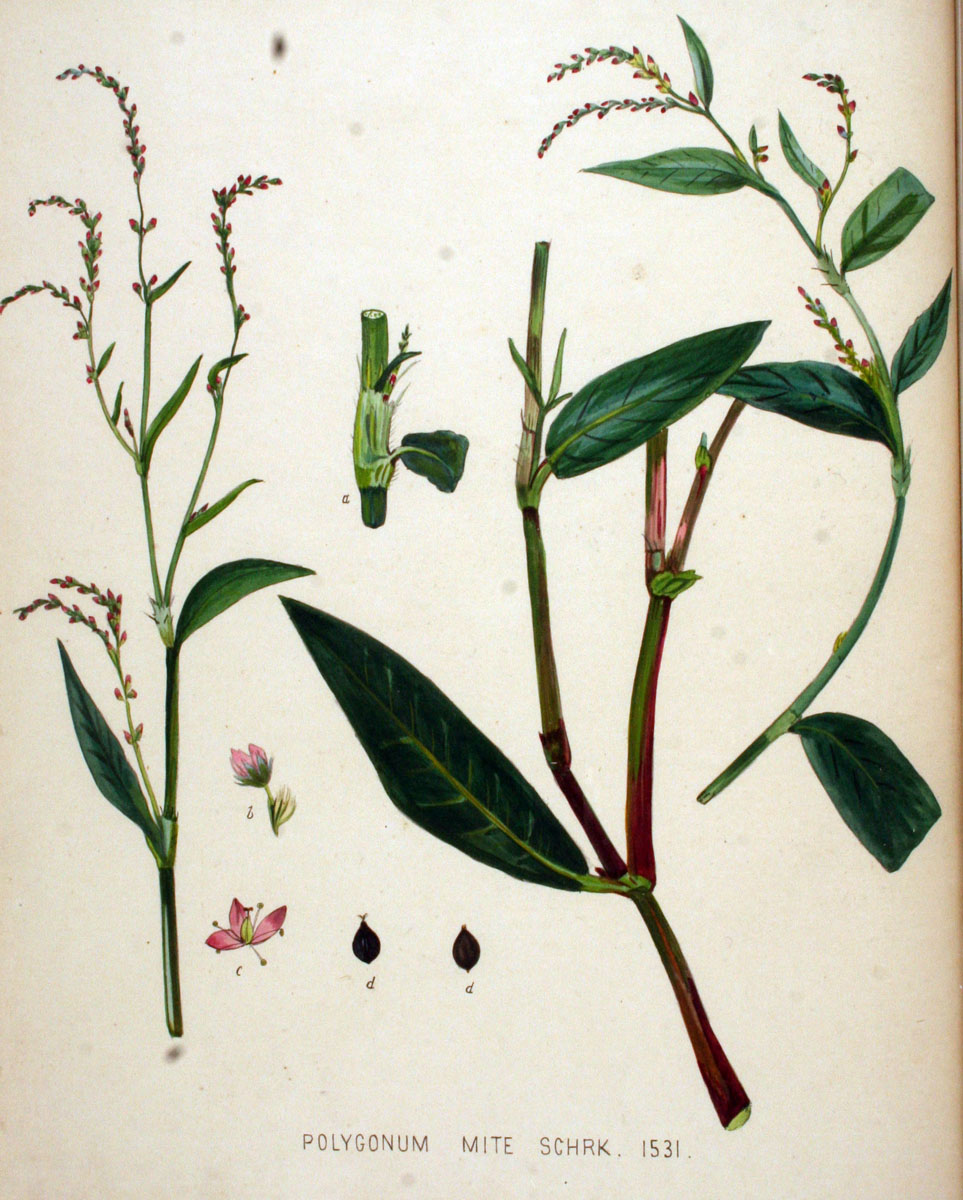
Flora Batava
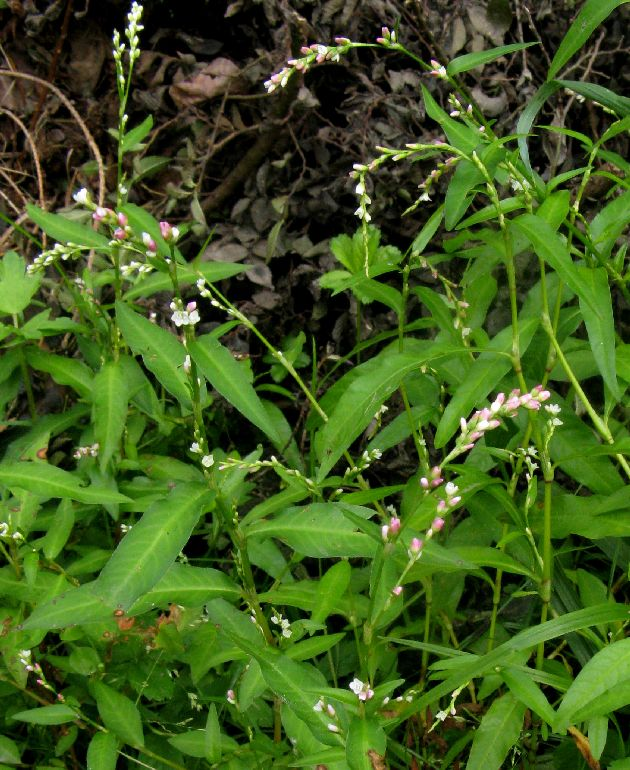
Plant
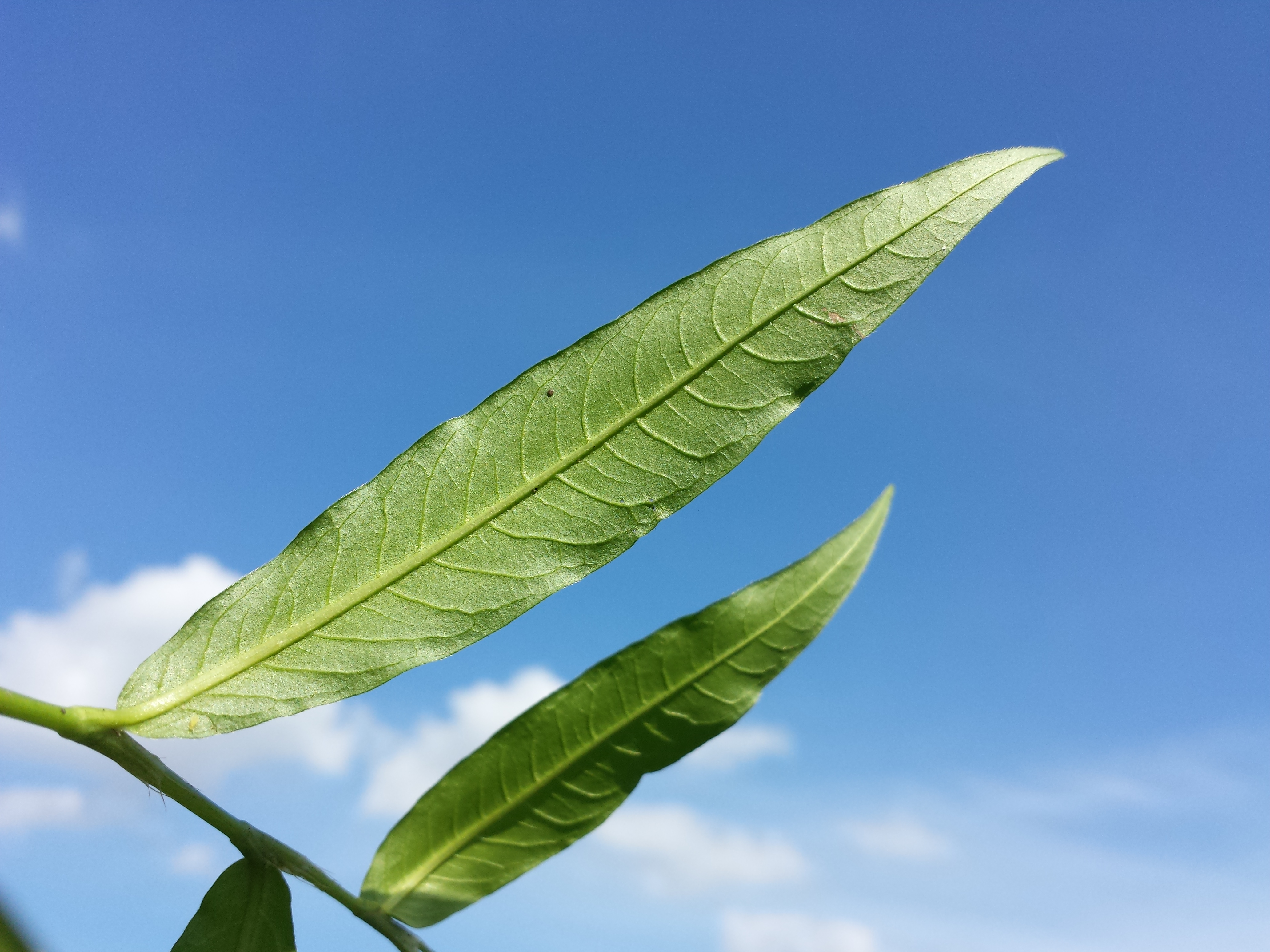
Bladeren
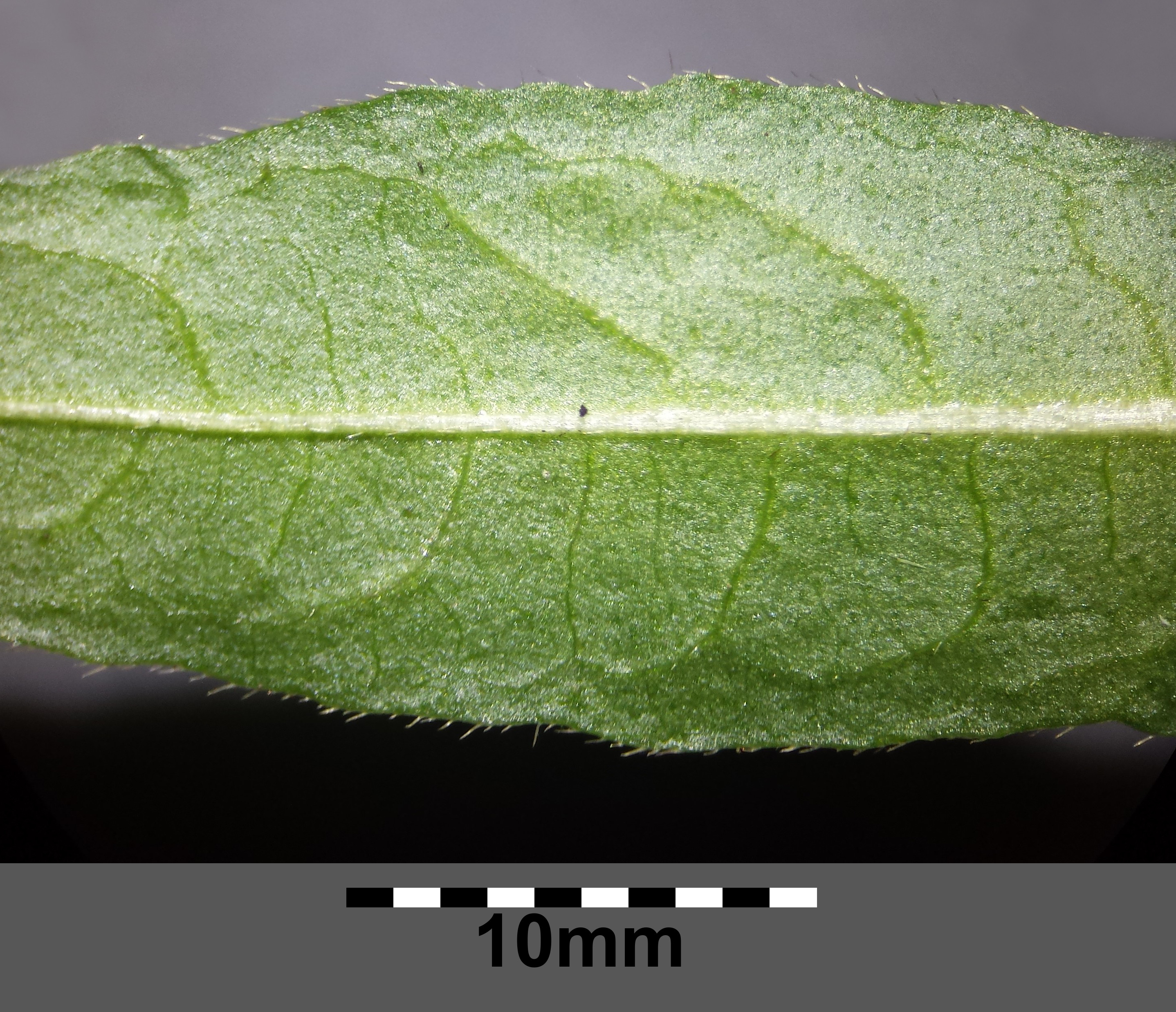
Achterkant blad
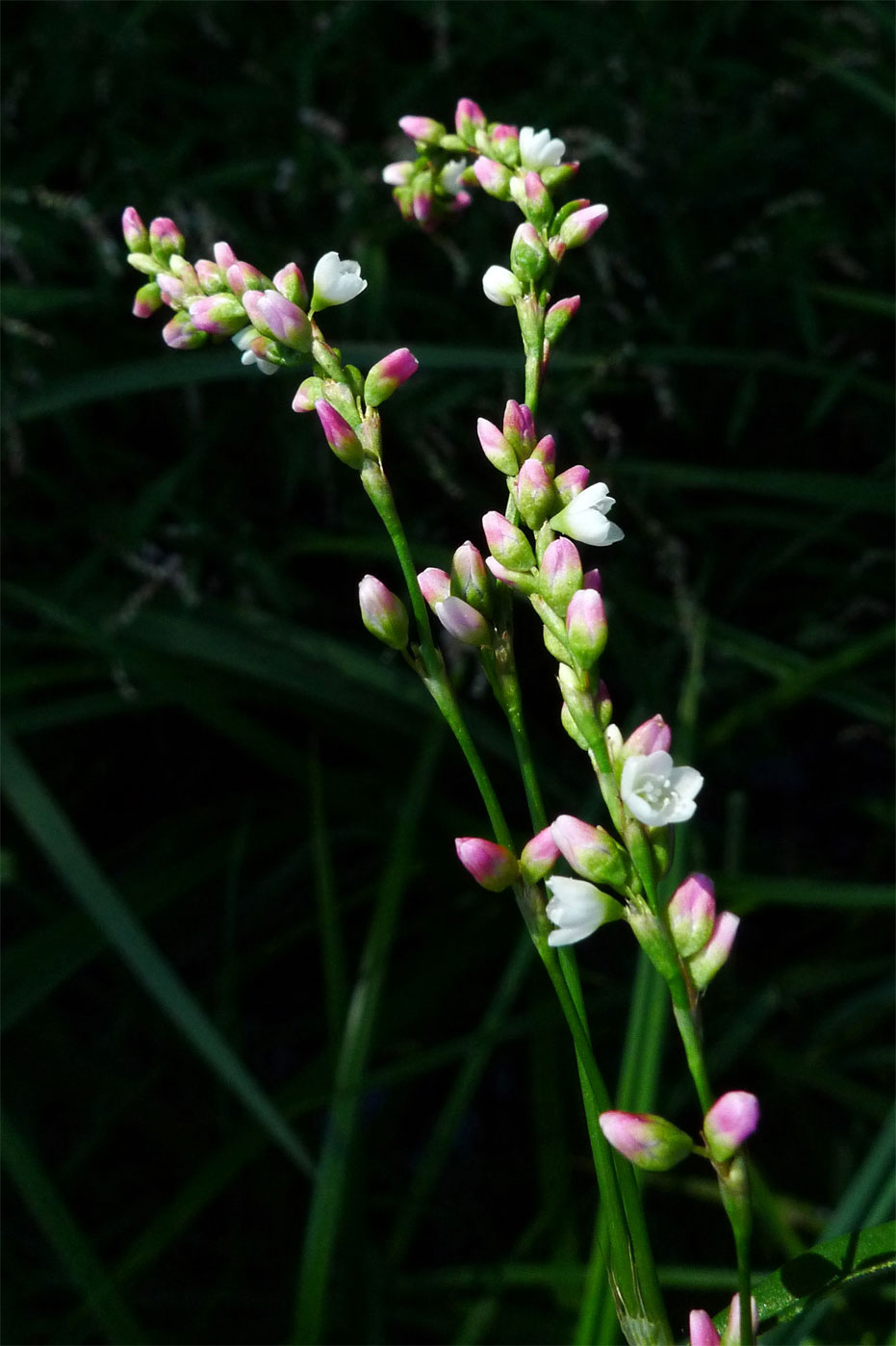
Bloeiwijze
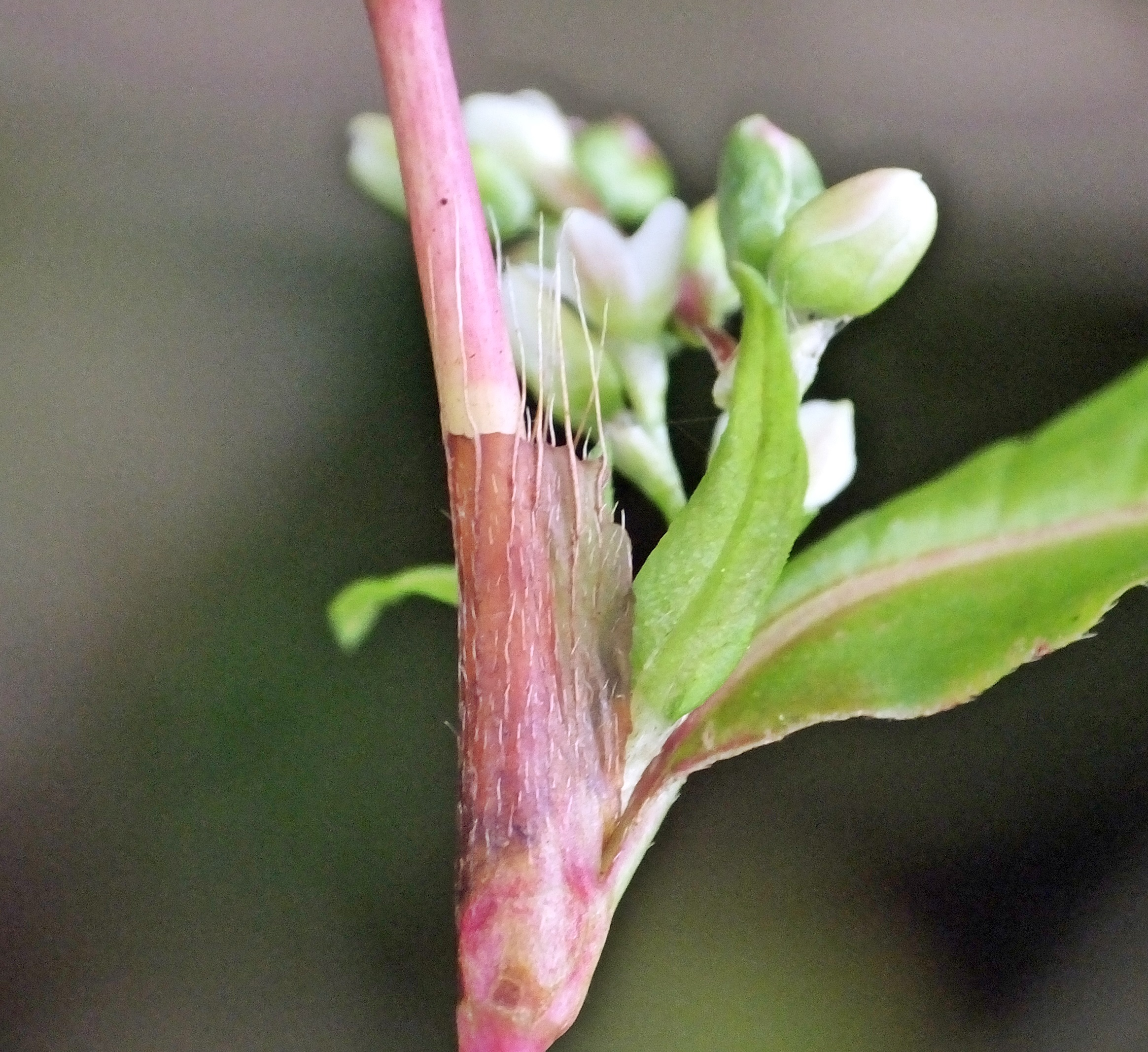
Tuitje
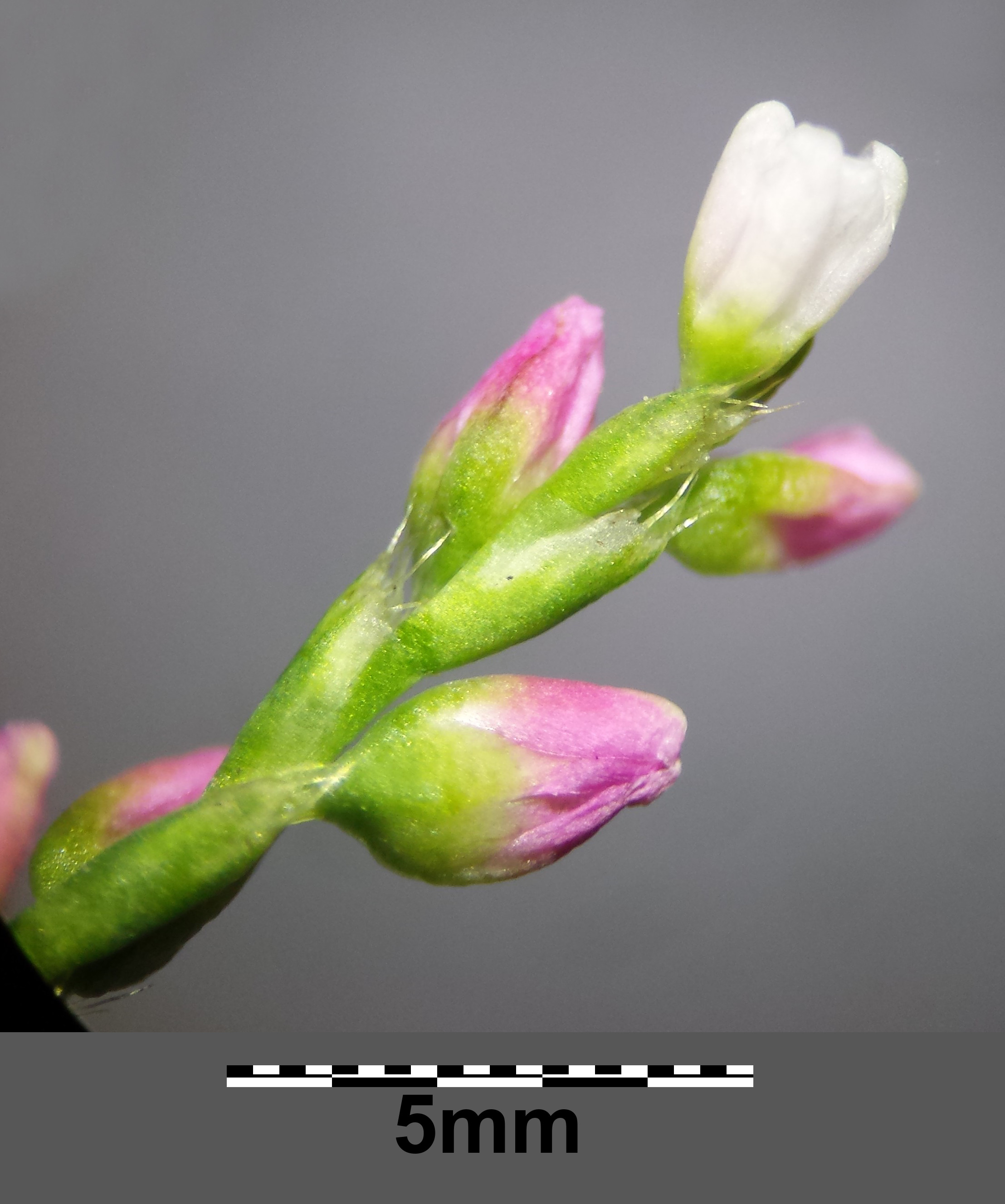
Bloemen
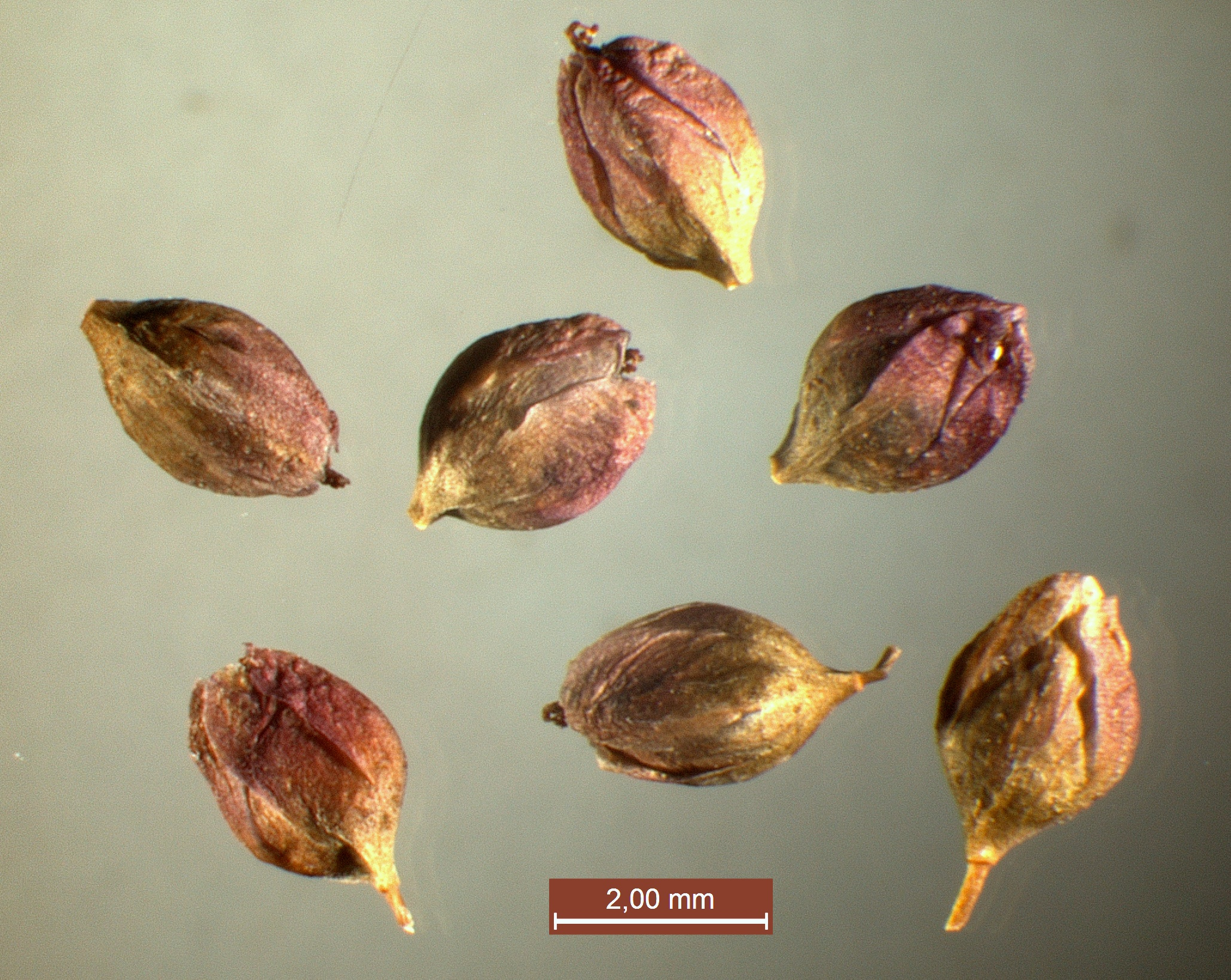
Vruchten